# Stefanskyrkan, Stockholm
Stefanskyrkan eller Sankt Stefans kyrka är en kyrkobyggnad i Sankt Johannes församling som ingår i Domkyrkokontraktet i Stockholms stift. Kyrkan byggdes 1904 och ligger vid Frejgatan 20B i Vanadislundens södra ände i Vasastaden i Stockholms innerstad. 

## Historik
Dagens kyrkobyggnad föregicks av ett litet träkapell i hörnet av Frejgatan och Tulegatan, som restes 1899 av Sällskapet för främjande av kyrklig själavård. Sällskapet uppförde ett flertal kapell i den vid tiden snabbt expanderande stadens nybyggda delar. Byggnaden fick namnet S:t Stefanskapellet och sörjde initialt för själavården för de fattiga invånarna i det område som kom att kallas Sibirien. Den första kyrkan i Sibirien var ett enkelt träkapell ritat av Erik Otto Ulrich. På Kristi Himmelsfärdsdag år 1900 invigdes det nya kapellet. Det blev ganska snabbt aktuellt att bygga en permanent kyrka, eftersom hyreskontraktet för tomten löpte på tre år.
År 1901 signerade arkitekten Carl Möller ritningarna för en permanent kyrka, som uppfördes inte långt ifrån kapellet. Den nya kyrkobyggnaden, Sankt Stefans kyrka, stod färdig 1904. 
Det tidigare kapellet, Sankt Stefanskapellet eller Sankt Stefans kapell, monterades då ned och flyttades samma år, 1904, till Sigfridsvägen/Alvastravägen 8 i Aspudden i Söderort i Stockholms kommun. I Aspudden fick kyrkobyggnaden namnet Sankt Sigfrids kyrka. Kyrkan var byggd som en småkyrka i enkelsnickeriteknik. Den hade rödmålade träväggar och vissa likheter med den tidens monteringsfärdiga snickerivillor Kyrkobyggnaden Sankt Sigfrids kyrka i Aspudden förklarades som byggnadsminne 1993.

## Kyrkobyggnaden

### Exteriör
Den tvåskeppiga kyrkan är placerad i nord-sydlig riktning med koret i norr. Huvudentré går genom det sidställda tornet i sydväst. Kyrkorummet belyses av flacka spetsbågefönster av kalksten. Masverket är i sengotisk stil. Kyrkan vilar på en granitsockel, som till följd av den sluttande terrängen är hög i söder. Fasaderna är klädda med tuktad ljus Närkesandsten, så kallad Lingulidsandsten. Den södra gaveln pryds av en krucifixframställning i sten, utförd av skulptören Carl Eldh. Exteriört knyter byggnaden an till 1800-talets engelska viktorianska stil, men med vissa jugenddrag, som i exempelvis det låga huvförsedda tornet.

### Bilder exteriör
Kyrkan har en tuktad ljus fasad i sandsten från Närke. Den södra gaveln har ett krucifix i sten av Carl Eldh.

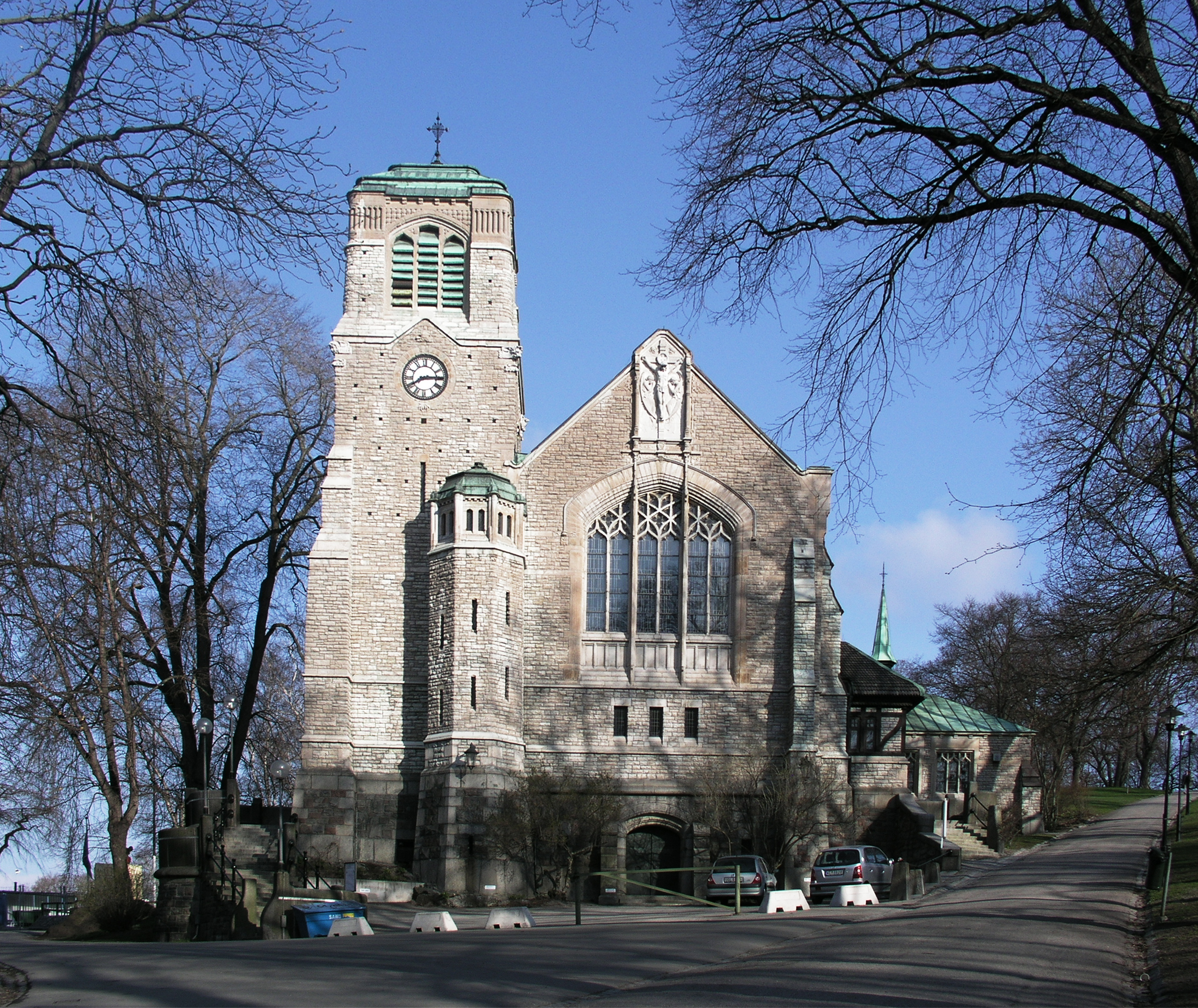
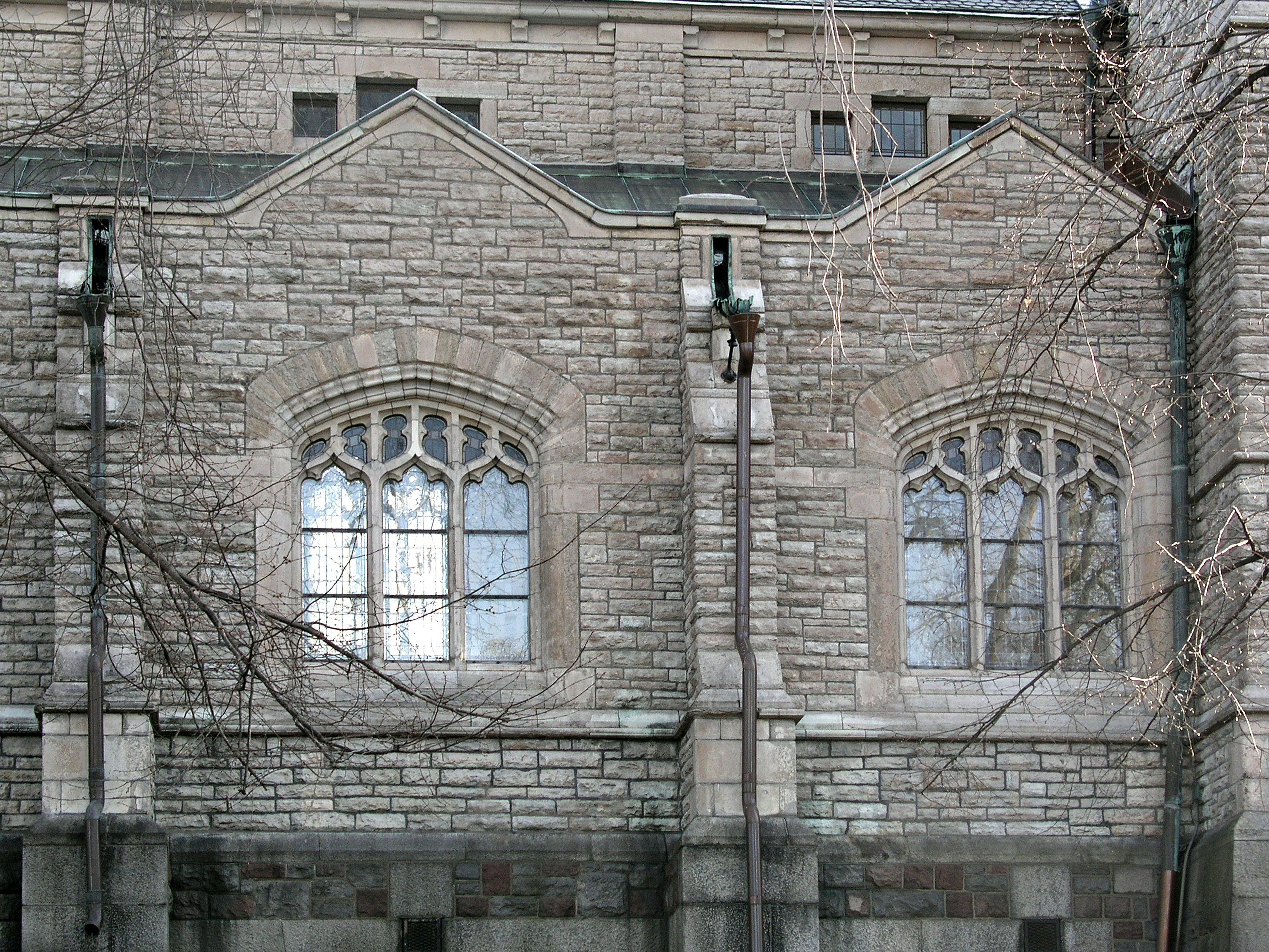
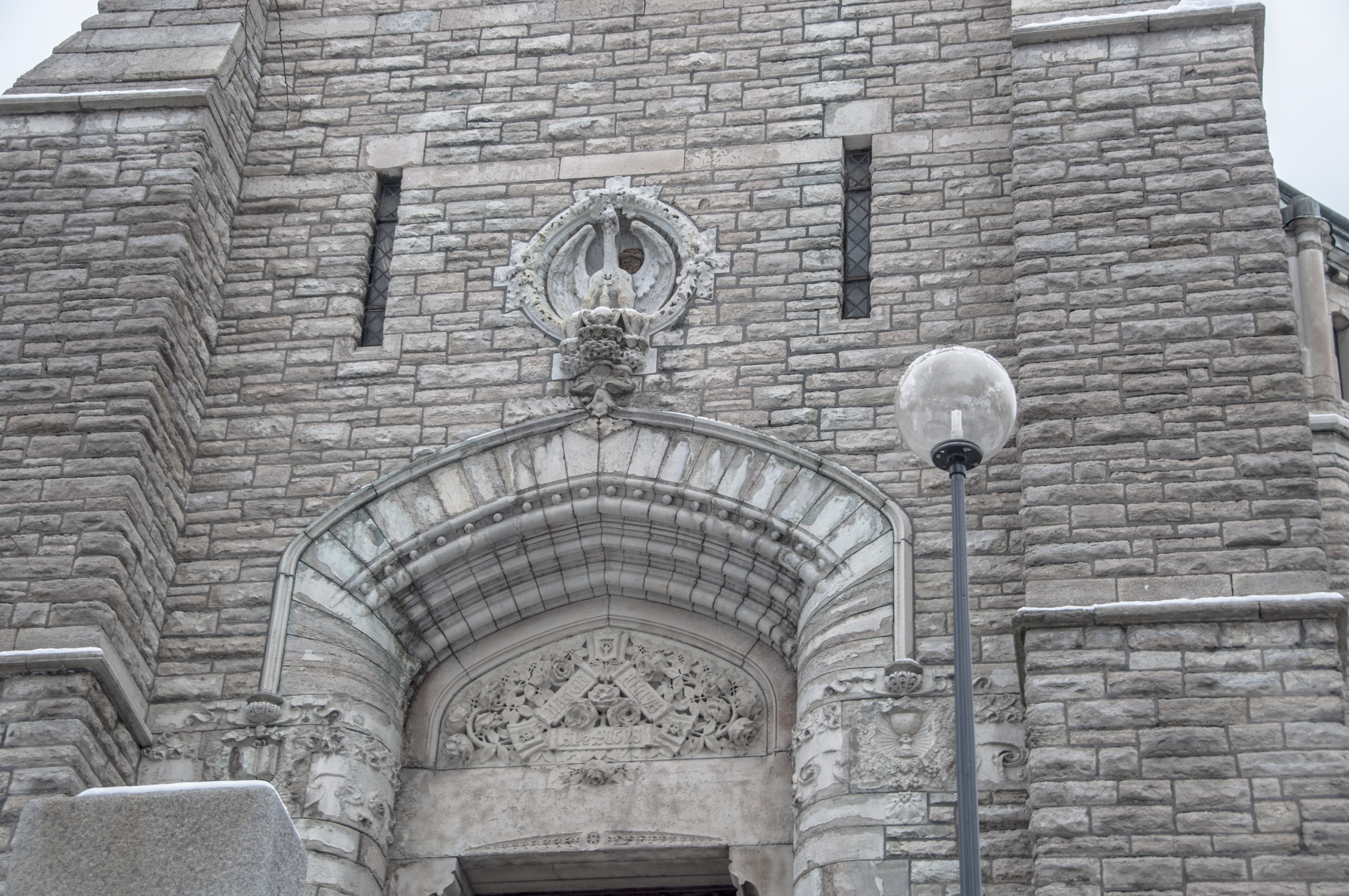
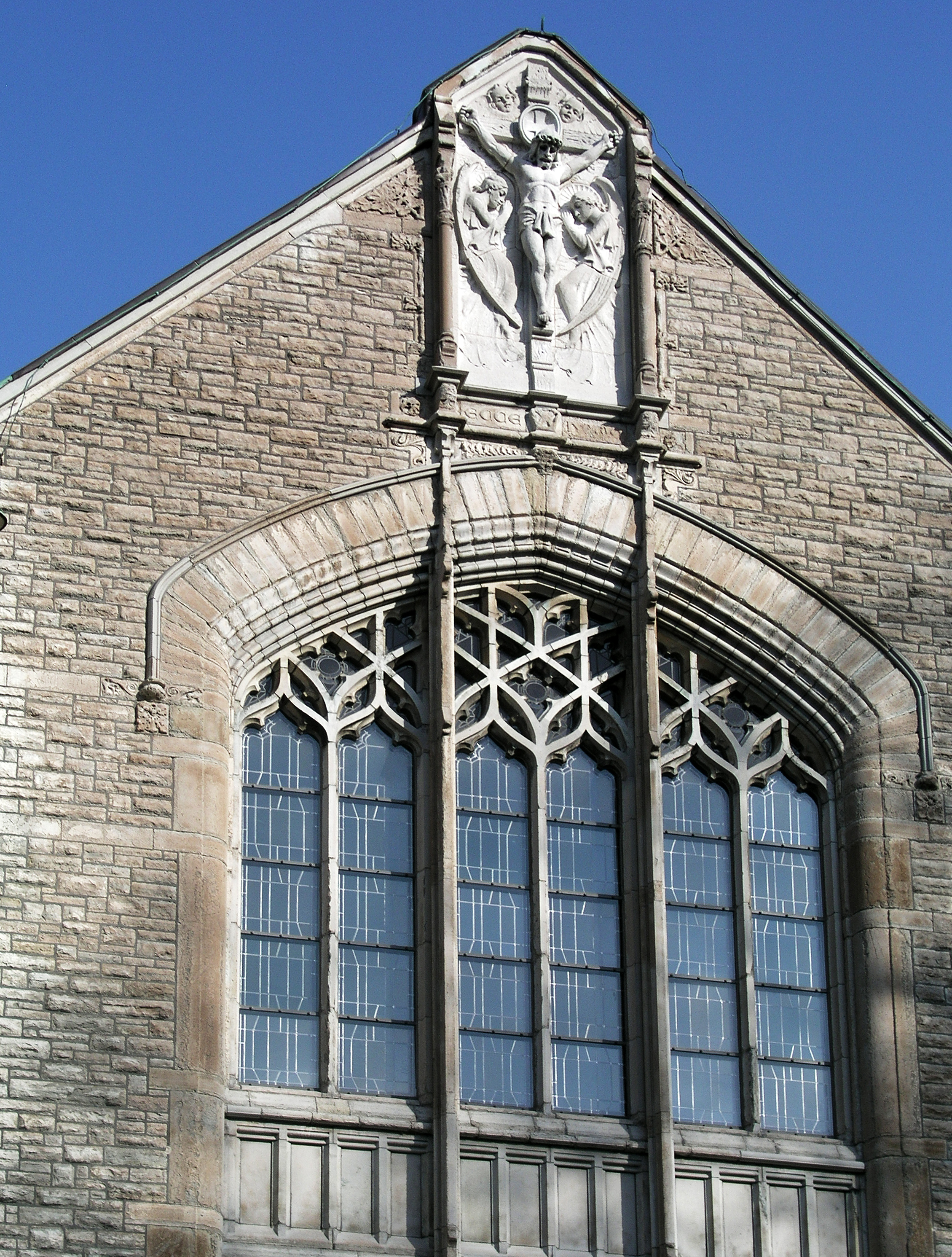
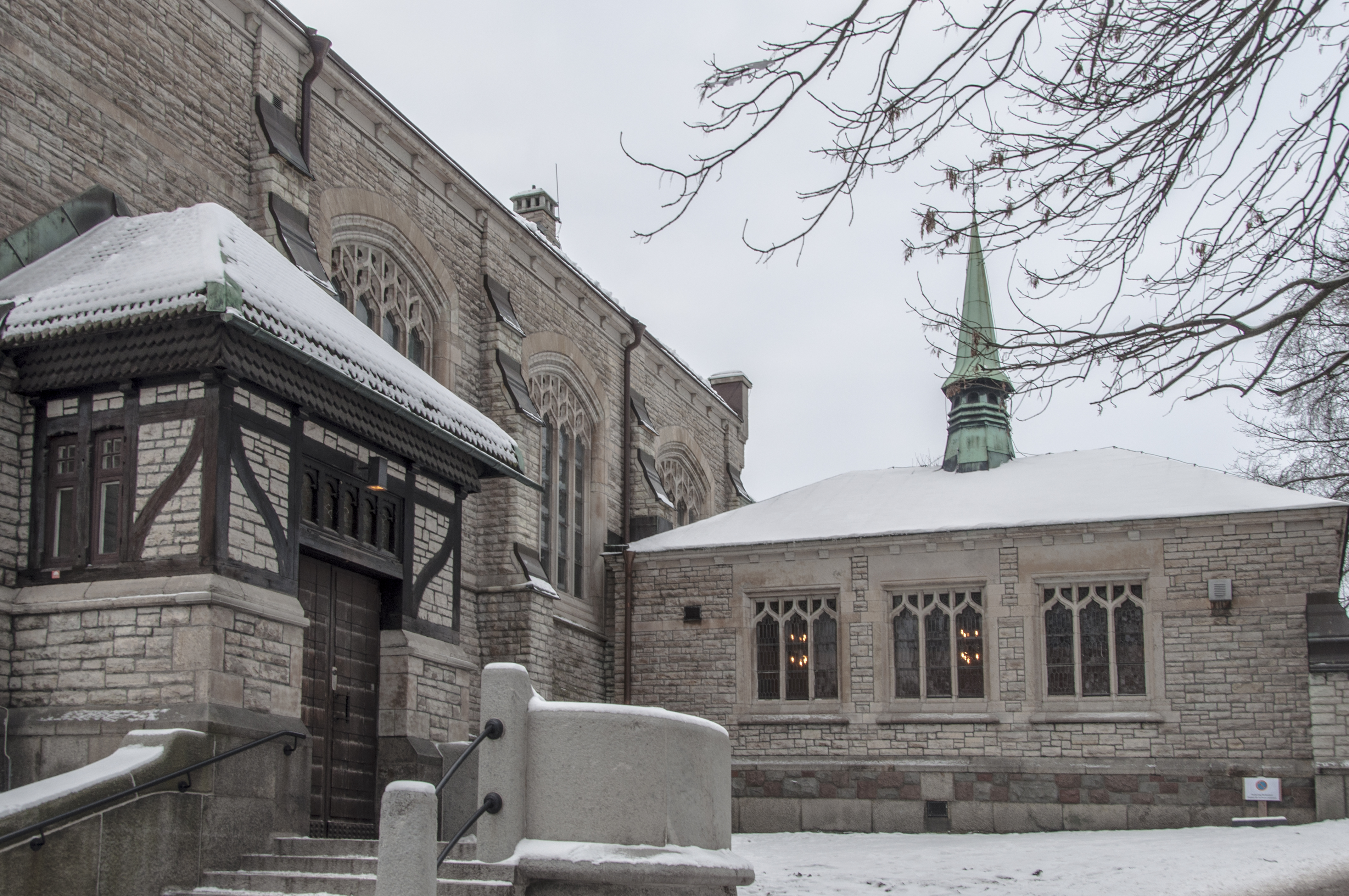
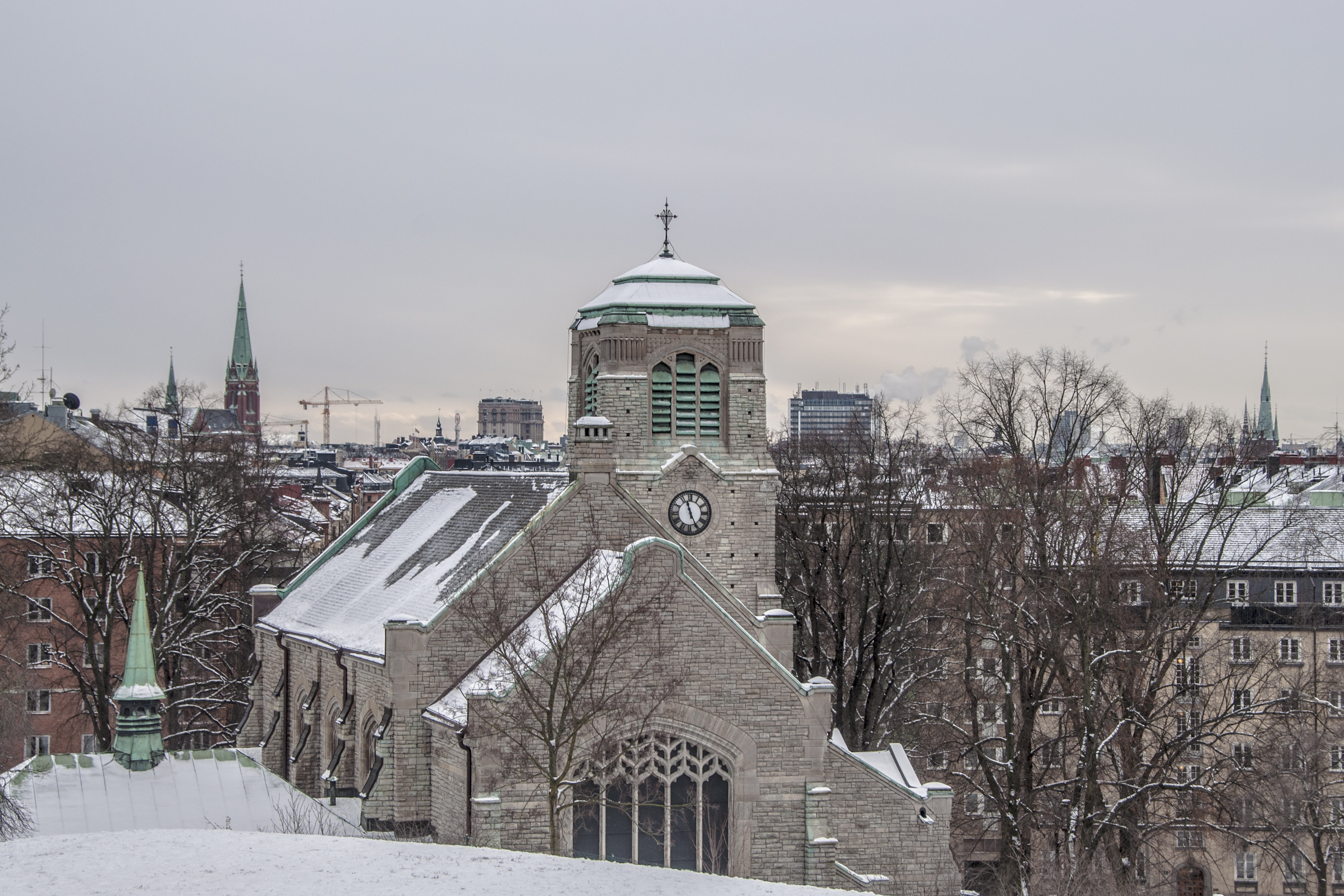
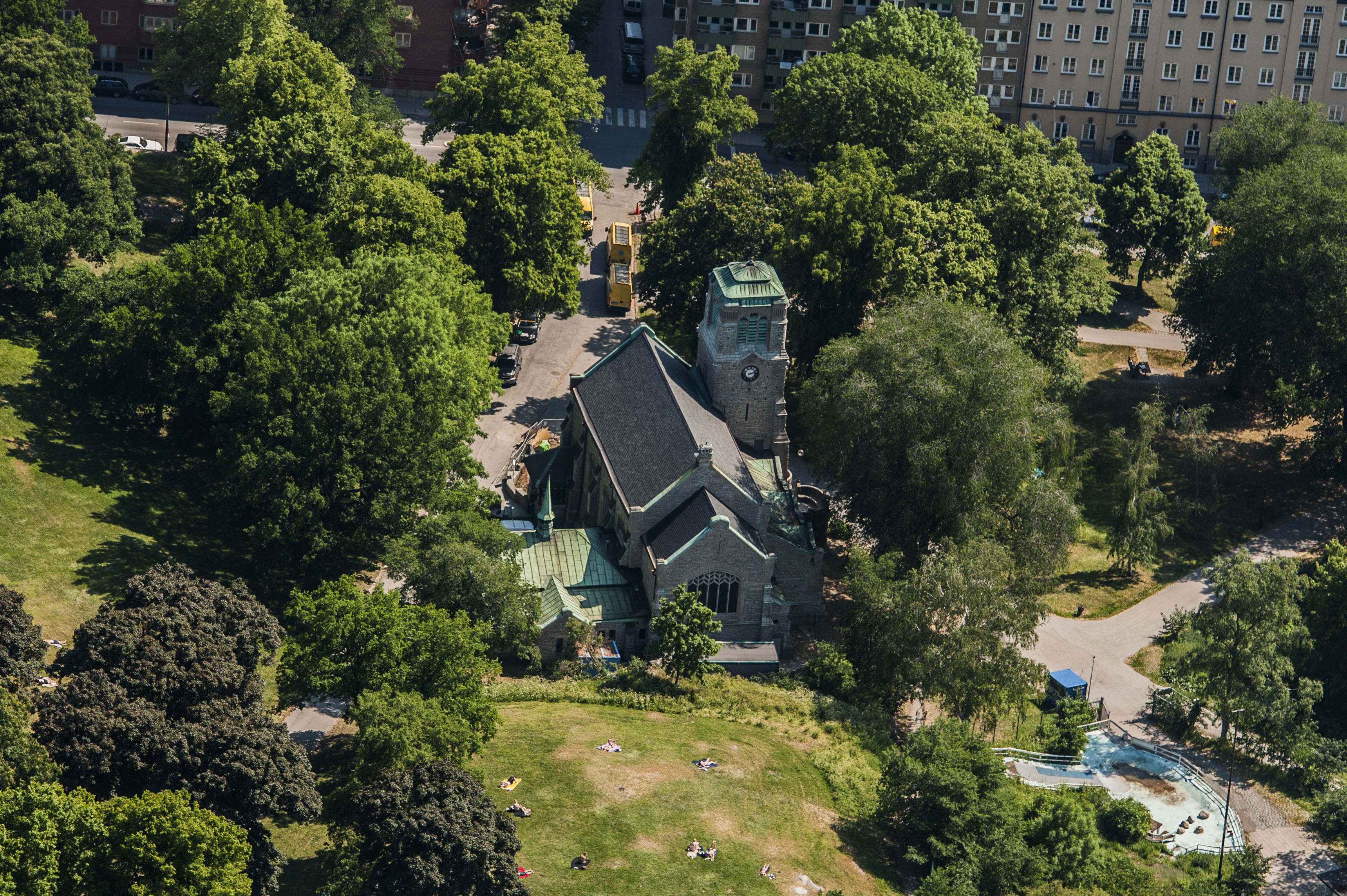

### Interiör
Kyrkorummet uppvisar vita kalkade väggar och omålat trägolv. Takstolskonstruktionen är öppen med skuren dekor i trä. Koret domineras av altarskåpet, som är i form av en triptyk, med tio målningar utförda av Einar Forseth, tillkom vid en ombyggnad ledd av Isak Gustaf Clason 1926. Altarskåpets stora mittbild föreställer Jesu uppståndelse, de övriga bilderna visar Jesu lidandes historia och den översta bilden skildrar himmelsfärden.
Den äldsta altarprydnaden i kyrkan är från 1904 och det utgjordes av ett krucifix, som troligtvis formgavs av Carl Eldh. Ett stort korfönster i norr fanns även då, men det sattes igen vid renoveringen 1926. Det gjutjärnskors som krucifixet satt fast på finns numera i minneslunden på S:t Johannes kyrkogård.
I samband med renoveringen 1926 tillkom all träinredning utom bänkarna. Genom renoveringen 1959 tillkom den nuvarande bänkinredningen, liksom skiljeväggen i söder, som skapar ett förrum. Även nya fönster, komponerade av skulptören Bengt Inge Lundkvist, tillkom då, samt ljuskronorna, ritade av konstnären Knut Hallgren.
Omfattande måleriarbeten gjordes i kyrkan vid den senaste renoveringen, år 2003. I början av 1980-talet målades kyrkan invändigt med plastfärg, som bundit fukt i väggarna och orsakat fuktskador. Vid renoveringen avlägsnades all plastfärg och väggarna målades sedan med limfärg. I den här typen av lokaler är plastfärg för övrigt förbjuden.

### Bilder interiör

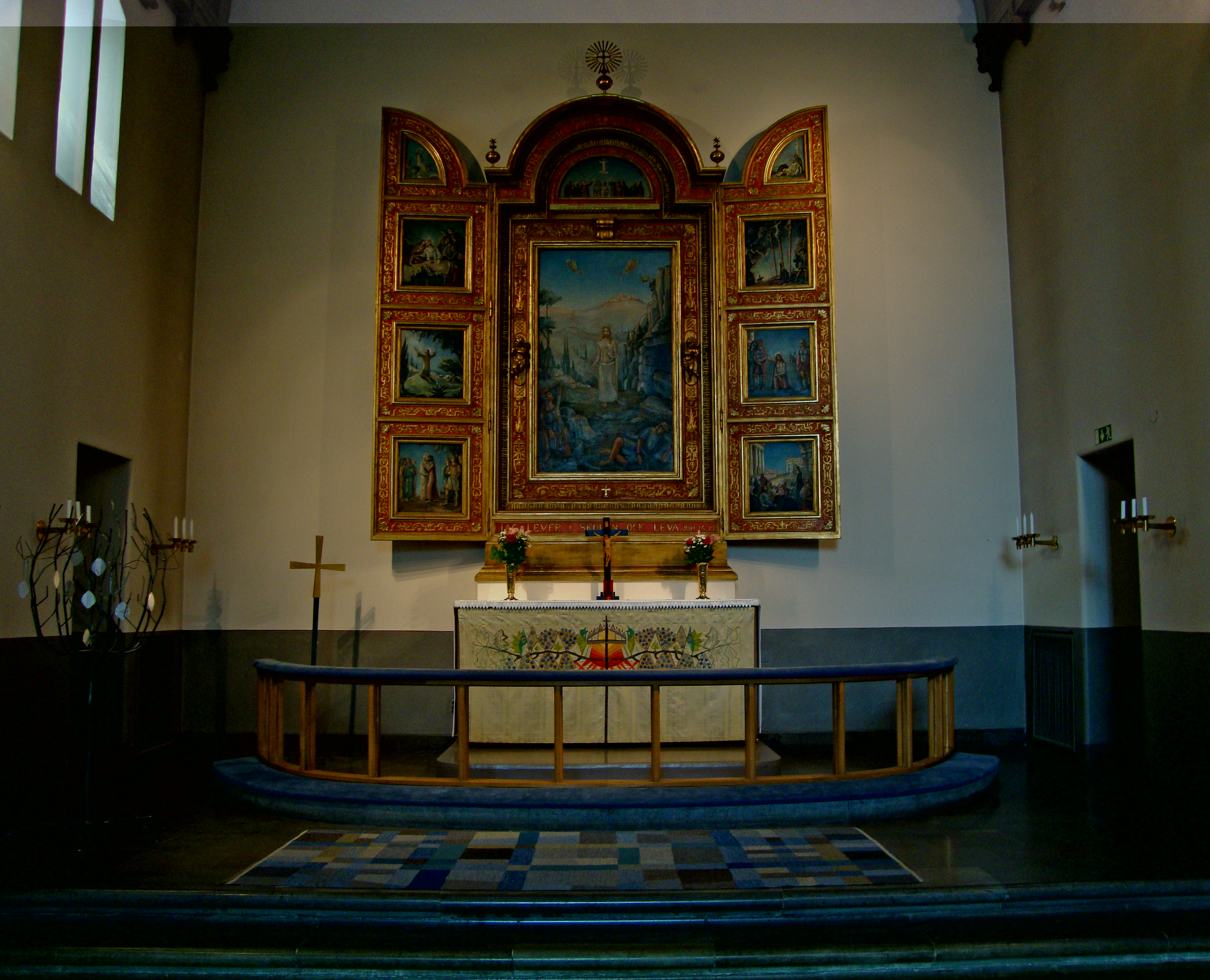
Altarskåpet med triptyken och målningar av Einar Forseth.
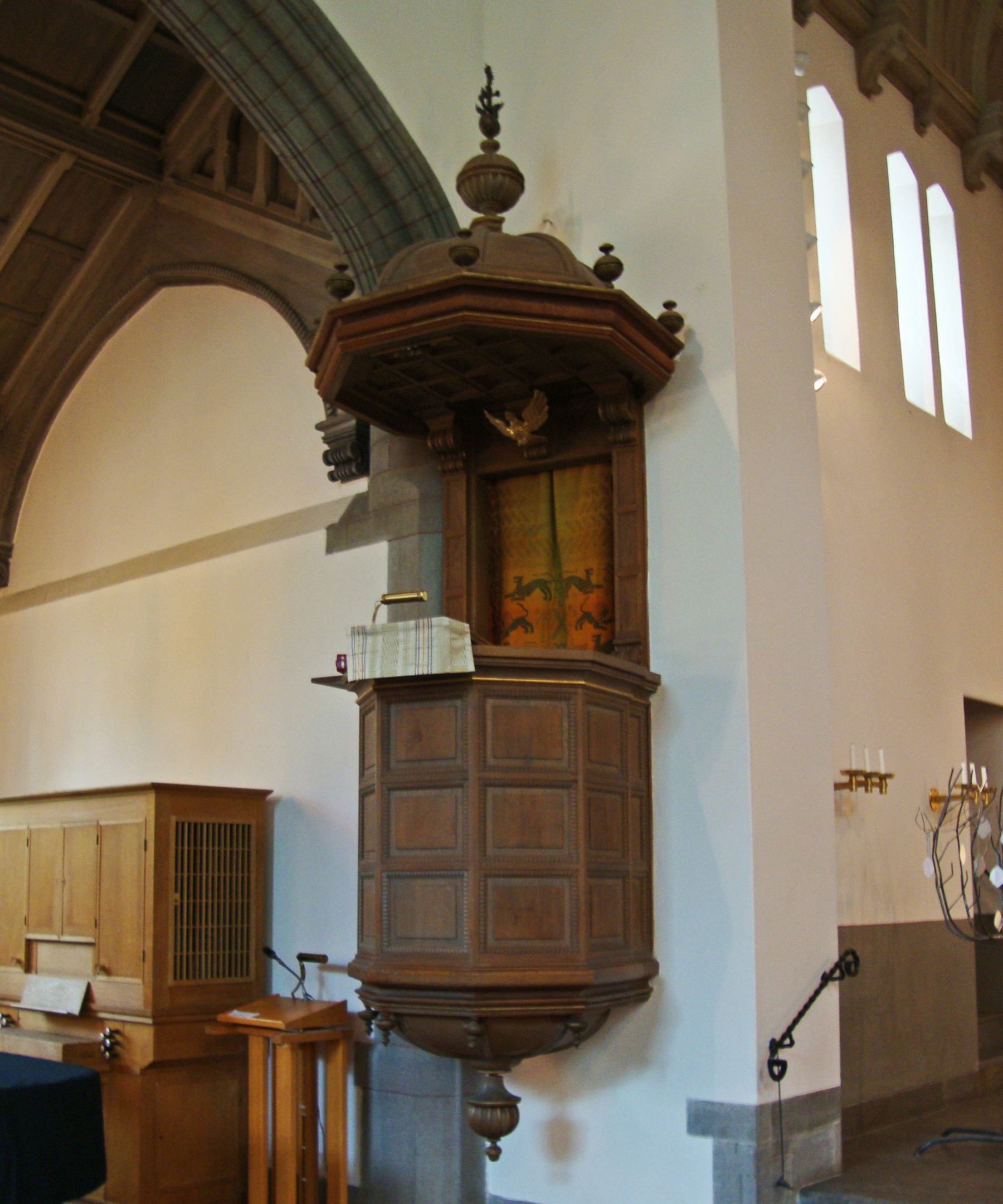
Predikstolen.
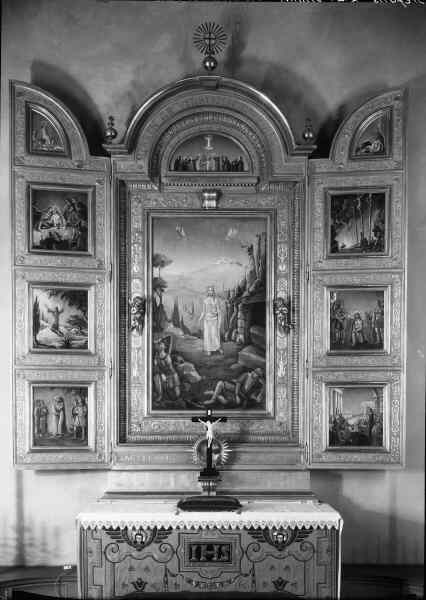
Närbild av altarskåpet med de tio målningarna av Einar Forseth 1926.
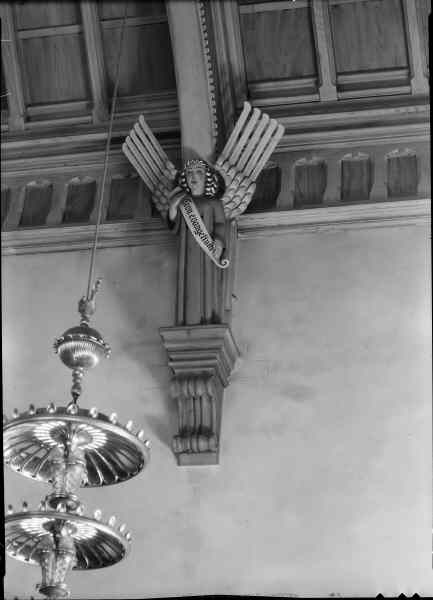
Ängel, träskulptur gjord av skulptören Anna Petrus 1926.
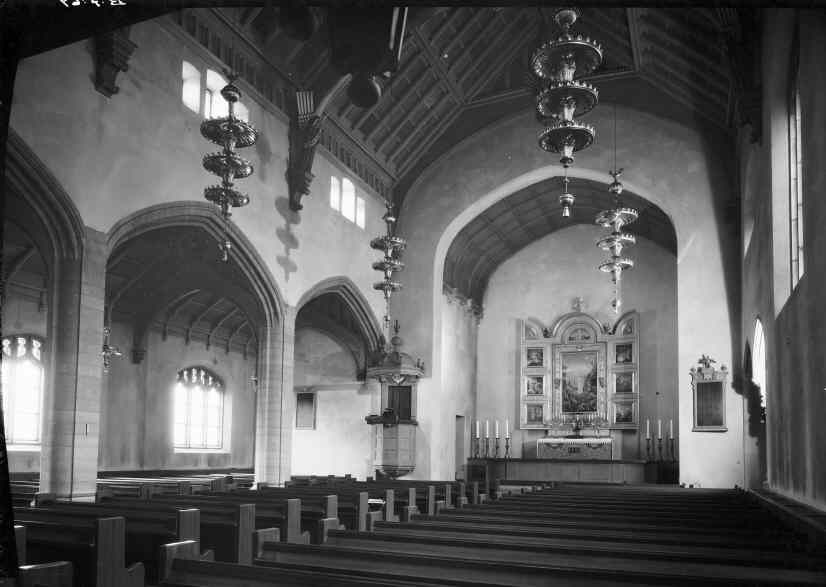
Interiör mot norr.

## Orgel
- 1926 bygger Åkerman & Lund, Sundbybergs köping en orgel med 30 stämmor, tre manualer och pedal.
- Den nuvarande orgeln är mekanisk och byggd 1960 av Åkerman & Lund, Knivsta. Den har ett tonomfång på 56/30.
- En ny digital kyrkorgel har köpts in efter ett samarbetsprojekt med den lokala orgelhandlaren Jerker Antoni från Jerker Antoni Konsult AB. Stefanskyrkans nya digitala orgel har 359 tangenter, pedaler och registerandrag (eller orgelstämmor).[1]

| Huvudverk I     | Bröstverk II        | Pedal              | Koppel |
| Rörflöjt 8'     | Gedackt 8'          | Subbas 16'         | I/P    |
| Principal 4'    | Koppeflöjt 4'       | Gedackt 8'         | II/P   |
| Gedackt 4'      | Principal 2'        | Nachthorn 2'       | II/I   |
| Waldflöjt 2'    | Nasat 1 1/3'        | Rauschkvint 3 chor |        |
| Mixtur 3-4 chor | Sesquialtera 2 chor | Fagott 16'         |        |
| Dulcian 16'     | Cymbel 2 chor       | Skalmeja 4'        |        |
|                 | Regal 8'            |                    |        |
|                 | Tremulant           |                    |        |
|                 | Crescendosvällare   |                    |        |

### Kororgel
1958 byggde Åkerman & Lund, Knivsta en kororgel med 5 stämmor. Den flyttades 1988 till Slottskyrkan, Stockholm.